# Pachygrapsus crassipes
Pachygrapsus crassipes — небольшой краб из рода Pachygrapsus.

## Описание
Диаметр карапакса составляет 6 см. Окраска тела переменная, начиная от зеленоватого до чёрного цвета с красноватыми поперечными полосами. Может иметь и красные или фиолетовые линии.

## Питание
Питается водорослями, срывая их клешнями. Некоторые едят крабов поменьше.

## Ареал
Вид обитает в штате Орегон Нижняя Калифорния, Япония, Корея. Он встречается в высокой черте прилива. Эти крабы живут под камнями, в трещинах.